# Aplousina major
Aplousina major är en mossdjursart som först beskrevs av Calvet 1907.  Aplousina major ingår i släktet Aplousina och familjen Calloporidae.
Artens utbredningsområde är Mexikanska golfen. Inga underarter finns listade i Catalogue of Life.